# 첼되묄크구

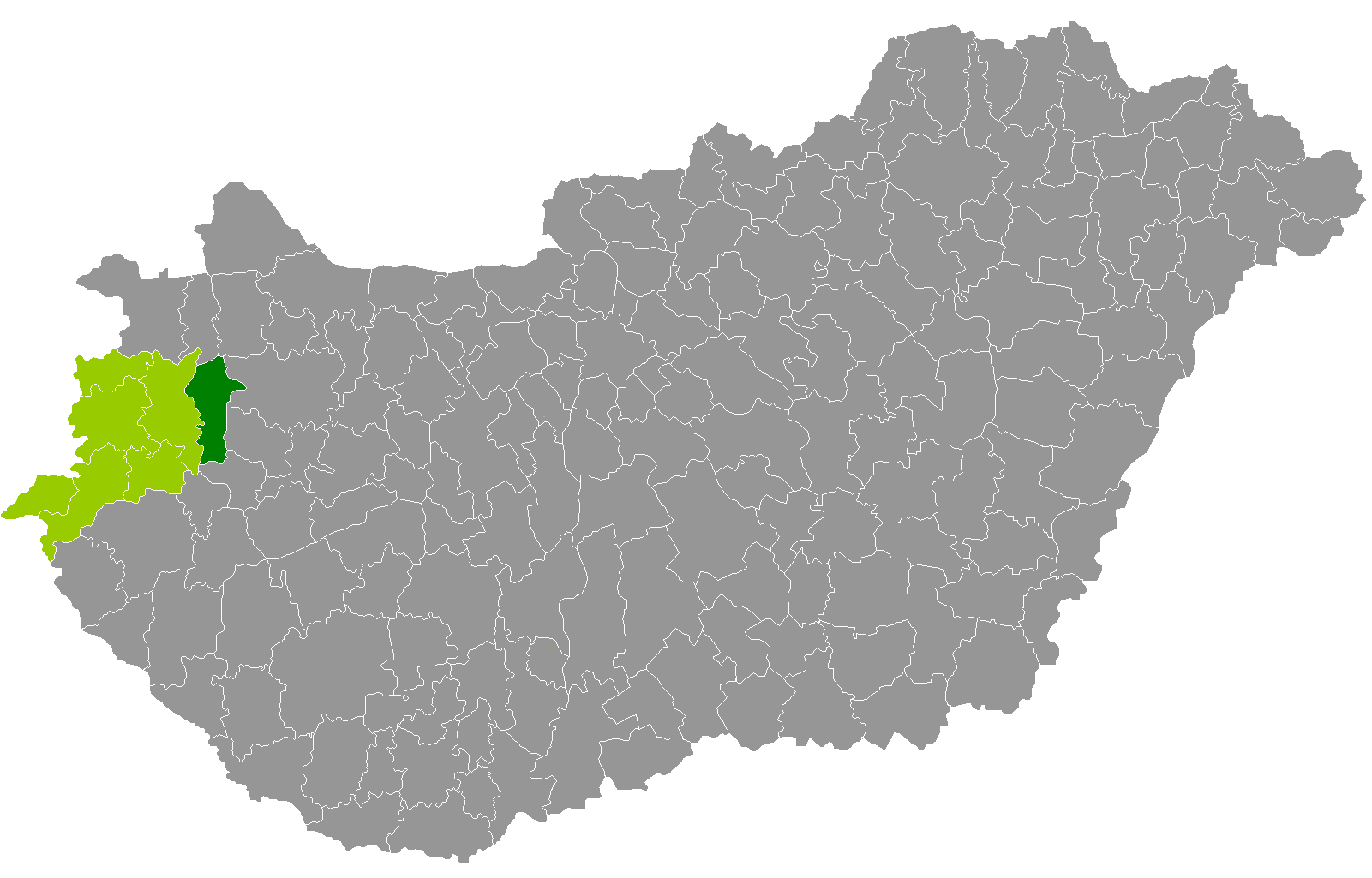
버시주 지도에 표시된 첼되묄크구의 위치

첼되묄크구(헝가리어: Celldömölki járás)는 헝가리 버시주에 위치한 구로 구청 소재지는 첼되묄크이며 면적은 474.13km2, 인구는 24,630명(2011년 기준), 인구 밀도는 52명/km2이다.
북쪽으로는 죄르모숀쇼프론주 커푸바르구, 초르너구, 동쪽으로는 베스프렘주 파퍼구, 데베체르구, 서쪽으로는 베스프렘주 쉬메그구, 서쪽으로는 샤르바르구와 접한다. 28개 지방 자치체(2개 시, 26개 마을)를 관할한다.

구 문장